# Haliclona sasajimensis
Haliclona sasajimensis är en svampdjursart som beskrevs av Kazuo Hoshino 1981. Haliclona sasajimensis ingår i släktet Haliclona och familjen Chalinidae. Inga underarter finns listade i Catalogue of Life.